# Contea di Crawford (Kansas)
La contea di Crawford in inglese Crawford County è una contea dello Stato del Kansas, negli Stati Uniti. La popolazione al censimento del 2000 era di 38 242 abitanti. Il capoluogo di contea è Girard